# Batalla de Schoenfeld
La Batalla de Schoenfeld (en polaco, Szarża pod Borujskiem) tuvo lugar el 1 de marzo de 1945 durante la Segunda Guerra Mundial y fue el escenario de la última carga montada en la historia de la caballería polaca y la última carga montada exitosa confirmada en la historia mundial (1).  La carga polaca tomó posiciones defensivas alemanas y forzó la retirada alemana del pueblo de Schoenfeld (hoy conocido como Żeńsko, anteriormente conocido en polaco como Borujsko). En marzo del 1945, el Primer Ejército del Ejército Popular de Polonia se adentraba en Pomerania como parte del empuje de las fuerzas soviéticas para lograr llegar al mar baltico y al área de Stettin (unos 80 km al noroeste de Schoenfeld). Schoenfeld era parte de la tercera línea de fortificaciones construidas por los alemanes para proteger Pomerania de la ofensiva soviética.
Un ataque polaco inicial en Schoenfeld con carros e infantería de la 2.ª División de Infantería fracasó en los humedales abiertos próximos a la población, dominados por el fuego de infantería y cañones antitanque de Schoenfeld, apostados en las alturas de una colina cercana a los accesos a Schoenfeld (Cerro 157). Las tropas alemanas que defendieron el pueblo era parte de la 163.ª División de Infantería.
La 1.ª Brigada de Caballería "Varsovia" fue entonces empleada contra la posición alemana. Dos escuadrones de la caballería apoyada por los elementos de la compañía de artillería a caballo, habiendo utilizado un barranco para cubrir su aproximación, cargaron a través del humo de carros de combate en llamas, y consiguieron plena sorpresa táctica con una asalto veloz que invadió las posiciones de cañones antitanque alemanes en la pendiente de vanguardia del Cerro 157. A este éxito siguió un ataque al pueblo por la caballería, a la que para entonces se habían unido elementos de infantería y carros. Tras ello, los defensores alemanes supervivientes se retiraron, dejando a los polacos consolidar sus avances en y alrededor del pueblo hacia las 17.00 horas. Las bajas mortales por parte de los polacos fueron 7 hombres de caballería, 124 de infantería y 16 carristas. Por parte alemana fallecieron unos 500 hombres.
Hoy, una placa sobre piedra cercana a la entrada de Żeńsko conmemora la carga de caballería.